# Luis Fernández de Córdoba y Zúñiga
Luis Fernández de Córdoba y Zúñiga (m. Roma, 17 de agosto de 1526) fue un noble de la corte de Carlos I de España, además de ser embajador de este país en los Estados Pontificios. Ostentó los títulos de IV conde de Cabra, vizconde de Iznájar, señor de la casa de Baena y además, por su matrimonio con Elvira Fernández de Córdoba, hija del Gran Capitán, adquirió los de duque de Terranova, Sessa y Santángelo.

## Biografía

### La corte de Carlos I
Hijo de Diego Fernández de Córdoba, tercer conde de Cabra y de Francisca de Zúñiga y de la Cerda. Su padre, tras el fallecimiento de Fernando el Católico el 23 de enero de 1516, influyó en el cardenal Cisneros para que reconocieran los servicios prestados a la Corona en tiempos de Isabel la Católica y consiguió introducir a sus hijos en la Corte. Por lo tanto, tanto Luis como sus hermanos Pedro y Francisco realizarían un largo viaje hasta Flandes para acompañar a un joven Carlos I en su viaje hacia España para ser coronado rey. En 1518, Luis participa junto a sus dos hermanos en el torneo en honor al nuevo monarca realizado en Valladolid.
Comenzando esta etapa palaciega, Luis apareció en la dedicatoria de dos novelas anónimas de caballerizas, Palmerín de Oliva, publicada el 22 de diciembre de 1511 en Salamanca, y el Primaleón, publicado en la misma imprenta un año después y destaca el afán heroico del linaje.

“al illustre e muy magnífico señor don luis de Cordoua, hijo del muy illustre e magnífico señor don Diego Hernandes de Cordoua, conde de Cabra, visconde de Isnajar, Señor de la villa de Vaena...”
Anónimo. Dedicatoria de Palmerín de Oliva.

El tercer conde de Cabra arregló el matrimonio de su hijo con la hija y heredera del Gran Capitán, Elvira Fernández de Córdoba. Debido a que eran primos, el papa León X les concedió la bula pontificia el 3 de mayo de 1516. Las capitulaciones se realizaron por el padre del conde en Baena el 14 de marzo de 1518; mientras que por la parte de la novia se efectuaron por la madre de Elvira el 18 de marzo en Granada, ante Fernando de Herrera, escribano de la reina Juana I de Castilla. El conde de Cabra otorgó 10.000 ducados de arras en favor de la duquesa por la excelencia y honra de su persona, mientras que ofreció sus villas de Iznájar y Doña Mencía y 30.000 ducados para afrontar las deudas dejadas tras el fallecimiento del Gran Capitán.
En 1520 acompañó a Carlos I en su viaje a Flandes, al Sacro Imperio Romano Germánico e incluso a Inglaterra donde estuvo presente en un banquete organizado por Enrique VIII.

### Embajador en Nápoles
Meses más tarde, Luis y su esposa Elvira se dirigían al Reino de Nápoles para tomar posesión de sus estados napolitanos, heredados de su suegro fallecido el Gran Capitán, incluso varios hermanos le acompañarían posteriormente. Fueron recibidos con todos los honores por el virrey Ramón Folch de Cardona y se establecieron en Nápoles, en un palacio cercano a San Giovanni Maggiore que había sido concedido por Fernando el Católico al Gran Capitán. Habitaron allí durante año y medio, en el que conocieron a exmilitantes de su suegro, como el humanista Pietro Gravina, así como grandes autores como Baltasar de Castiglione y Paolo Giovio. Este último fue instado por Luis para escribir su famosa Vida del Gran Capitán. Juan Ginés de Sepúlveda dedicaría a los duques su Dialogus de appetenda gloria qui inscribitur Gonsalvus.
El 17 de septiembre de 1522 fue nombrado embajador ante el papa Adriano VI en sustitución de Juan Manuel, señor de Belmonte. Su amistad con los Colonna, al igual que esta familia la había tenido con el Gran Capitán, crearía una creciente atmósfera belicista en Roma, especialmente tras la muerte del papa Adriano VI. Luis apoyó al cardenal Giulio de Médicis, quien finalmente se convertiría en Clemente VII.
Este hecho no evitó que el ya conde siguiera prestando atención a Andalucía, solicitando el 17 de febrero de 1523 a Carlos la vacante de veinticuatro de Granada o renovando alianzas con Rodrigo Ponce de León en 1526, al igual que lo había hecho su padre anteriormente. El 8 de septiembre de 1524 fallece su esposa Elvira en Sessa debido al parto de su quinto hijo, que tampoco sobrevivió, mientras que el 12 de agosto de 1525 fallece su padre Diego y se convierte así en el IV conde de Cabra. Encargará la educación de sus hijos a su suegra, que se encontraba en Granada, y decide que se críen allí para que su hijo pueda ocuparse de sus territorios españoles.
Contra todo pronóstico, los enfrentamientos de Carlos I con el Papa fueron creciendo y Luis afirmó el 7 de agosto de 1524 que los cardenales que estaban falleciendo eran contrarios a Clemente, a la vez que se congratulaba por haber enviado a Baltasar Castiglione como sacerdote a España. Entre sus nuevos actos estaba el de ser el principal interlocutor de la corte, centralizar la documentación imperial, así como pagar a las tropas imperiales. Debido a que el virrey de Nápoles Carlos de Lannoy asumía sus labores militares como nuevo capitán general, se abrió la posibilidad de que Luis pudiera sustituirle como regente, Lannoy se opuso frontalmente en 1525 ante Carlos I, ya que lo consideraba una estrategia de Mercurino Gattinara para apartarlo del poder. Luis tuvo que obrar sin posicionarse ante ninguno de los dos.
El momento culmen de su embajada en Roma fue tras la victoria de la batalla de Pavía contra Francia. Dos días después de la batalla, el 26 de febrero de 1525, Luis Fernández comunicó por carta a Carlos I la victoria y la consecuente captura del rey francés Francisco I, instándole a estrechar el cerco sobre el país galo. Este hecho conmocionó la península itálica y Luis Fernández consiguió por parte del Papa más influencia en la República de Siena.

#### Guerra de la Liga de Cognac y fallecimiento
En 1526 la posición del embajador era cada vez más complicada en la Corte pontificia, obligándose a firmar un compromiso de no armas tropas contra el Papa. El Emperador intentaba convencer al Papa de no aliarse con Francia, pero finalmente ocurrió y el 22 de mayo de ese año se firmaba la Liga Santa en Cognac, apoyada por las repúblicas de Venecia y Florencia y dando comienzo a la guerra. Luis Fernández comenzó a reclutar soldados en los Estados Pontificios, mientras que Hugo de Moncada preparaba en Nápoles la incursión al Vaticano. El 7 de junio Luis informaba al emperador de una decepcionante entrevista al Papa y comunicó su salida de Roma para unirse al Ejército imperial. No obstante, la salida de Roma se demoró debido al reclutamiento de soldados y la incesante persecución y amenazas de muerte por parte del papa Clemente. El 26 de julio, Luis Fernández intentaba sin éxito proponerle una tregua al pontífice. Tres días después, solicita licencia para marchar al frente en Lombardía, pero una enfermedad se lo impidió. Luis solía residir habitualmente en San Marino con los Colonna, pero regresó a Roma para tratarse.
Finalmente, el 18 de agosto de 1526 fallecía, siendo comunicado por el embajador veneciano y llegando a oídos de Carlos I el 30 de agosto. El emperador declaró "que en verdad perdemos en él un muy buen servidor" unos meses más tarde. La biblioteca de Luis a su fallecimiento constaba de una gran colección de medallas y unos ochenta volúmenes, además de bulas y documentos oficiales. En una época tremendamente religiosa, destaca la ausencia de símbolos religiosos y de obras de autores clásicos e italianos como Petrarca.
Su cuerpo fue enterrado en la iglesia del convento de San Francisco de Sessa Aurunca. No obstante, su hijo Gonzalo trasladaría sus restos y los de su madre Elvira a la capilla mayor del Real Monasterio de San Jerónimo de Granada, al lado de la sepultura del Gran Capitán.

## Familia y descendencia
De su matrimonio con Elvira, cuyas capitulaciones se firmaron 18 de marzo de 1518, nacieron cuatro hijos: Gonzalo, el primogénito - el cual heredó los títulos nobiliarios principales - María, Beatriz y Francisca.